# Замок герцога Синя Борода
«Замок герцога Синя Борода» (угор. A kékszakállú herceg vára) — опера на одну дію угорського композитора Бели Бартока, лібрето Б. Балаша. Перша постановка — Будапешт, 24 травня 1918 року.

## Сюжет
В основі лібрето — балада Балаша про замок Синьої Бороди, що має символістський характер і мотиви з п'єси «Аріанна й Синя Борода»Моріса Метерлінка. Герцог Синя Борода вводить у свій замок молоду дружину Юдиту і дає їй ключі від замкнених дверей. Вона по черзі відкриває їх. За першою перебуває катівня, за другою — зброярня, за третьою — скарбниця, за четвертою — сад, за п'ятою — царство Синьої Бороди, за шостою — озеро сліз, а за сьомою — три примари дружин герцога; одна з них — світанок його життя, друга — південь, третя — захід. І хоча все навколо таїть сліди крові, це не лякає Юдиту; вона надягає корону й плащ, ховаючись за сьомими дверима, приймаючи на себе роль ночі життя Синьої Бороди. Відтепер вона буде тільки спогадом.
Бела Барток прагнув поєднати у музиці імпресіоністичні й експресіоністичні тенденції, дати символічну картину життя. Опера позбавлена зовнішньої дії. Всі засоби виразності зосереджені в оркестрі.

## Інтерпретації
Угорський диригент Іштван Кертес вважав, що  Синя Борода — це сам композитор, його особисті страждання та його небажання розкрити внутрішнє таємниці його душі, в які поступово вторгається Юдіт. Надя Майкл натомість вважала, що Юдіт символізує людину, якій доводиться протистояти страхам минулого. 
Автор лібрето, Бела Балаж розглядав Замок в якості самостійного, третього персонажу: «Замок Синьої Бороди ⎯ це не реалістичний замок. Замок ⎯ це його душа. Тут самотньо, темно і все покрите таємницями: в замку зачинені двері. <...> У цей замок, у його власну душу, Синя Борода впускає свою кохану. А замок (сцена) здригається, плаче і з нього просочується кров, зі стін тече вода, світить світло і пульсує джерело» 

## Дійові особи та перші виконавці
| Партія                 | Тип Голосу                | Прем'єрна постановка, 24 травня 1918 (диригент — Еджісто Танго) | Постановка в Україні, 12 травня 2023 (диригент — Наталія Стець) |
| ---------------------- | ------------------------- | --------------------------------------------------------------- | --------------------------------------------------------------- |
| Пролог Синьої Бороди   | читано                    |                                                                 |                                                                 |
| Синя Борода            | бас або бас-баритон       | Ошкар Калман                                                    | Владислав Фоміних                                               |
| Юдита                  | сопрано або меццо-сопрано | Ольга Газельбек                                                 | Марія Антоневська                                               |
| Примари дружин герцога | без співу                 |                                                                 |                                                                 |

Барток включив Замок на сторінку драматичних персонажів.

## Постановки в Україні
Перша постановка опери «Замок герцога Синя Борода» в Україні відбулася 12 травня 2023 року в Києві (режисер — Олександр Співаковський, диригент — Наталія Стець, в головних ролях — Владислав Фоміних та Марія Антоневська). Опера виконувалась українською мовою, проте ім’я автора перекладу не розголошувалось.

## Джерело
- А. Гозенпуд. Оперный словарь. — «Музыка», 1965